# Yuncler
Yuncler – gmina w Hiszpanii, w prowincji Toledo, w Kastylii-La Mancha, o powierzchni 17,52 km². W 2011 roku gmina liczyła 3724 mieszkańców.